# Lưu Tích Quân
Lưu Tích Quân (giản thể: 刘惜君; phồn thể: 劉惜君; bính âm: Líu Xījūn; Việt bính: Lau4 Sik1 Gwan1; sinh ngày 30 tháng 4 năm 1988), là một ca sĩ nhạc pop Trung Quốc nổi tiếng người Khách Gia được biết đến qua các cuộc thi hát trên truyền hình. Cô bắt đầu sự nghiệp khi đứng hạng thứ năm trong cuộc thi Super Girl (tiếng Trung: 快乐女声) mùa thứ tư (2009).